# Koroana arthuria
Koroana arthuria är en insektsart som beskrevs av Myers 1924. Koroana arthuria ingår i släktet Koroana och familjen kilstritar. Inga underarter finns listade i Catalogue of Life.